# Clan Celentano
Clan Celentano (Клан Челентано) — итальянский лейбл звукозаписи, основанный в 1961 году Адриано Челентано.

## История
Компания Clan Celentano была основана 19 декабря 1961 года в Милане певцом и киноактёром Адриано Челентано для производства собственных фильмов и звукозаписи. Многие исполнители в то время, например, The Beatles или The Rolling Stones (чтобы не зависеть от продюсеров и требований моды), пошли по пути создания собственных компаний. В связи с этим, в итальянском шоу-бизнесе Челентано прослыл первооткрывателем — Clan Celentano стала первой в Италии фирмой звукозаписи, где производителем пластинок был сам певец. Первоначальный уставный фонд студии составил 900 000 лир. Идею создания студии Челентано позаимствовал у Фрэнка Синатры, который организовал похожую команду музыкантов под названием Rat Pack. Также существует версия, что идея создания Clan Celentano, кроме самого Челентано, принадлежит приятелю певца Рикки Джанко (Рикардо Санна), который переживал аналогичные проблемы со звукозаписывающей компанией Ricordi.
Ключевой причиной создания студии было желание Челентано независимости от лейбла Jolly, с которым он подписал контракт в 1958 году. Контракт был расторгнут в 1962 году. Также одной из причин разрыва контракта было то, что лейбл не позволял певцу записывать песни с теми музыкантами, с которыми он выступал вживую. Представители Jolly подали в суд на певца, требуя от него компенсацию за неисполнение контракта в размере 495 миллионов лир, но в итоге проиграли процесс, который продолжался до 1965 года. После разрыва отношений с Челентано фирма Jolly продолжила выпускать пластинки с записанными ранее песнями певца, чем составляла конкуренцию студии Clan Celentano.
Сначала в студию вошли близкие друзья певца и участники группы I Ribelli (Джино Сантерколе, Милена Канту, Рикки Джанко, Мики Дель Прете, Лучано Беретта, Ико Черутти, Детто Мариано, Мемо Диттонго и другие). В 1962 году вышла первая пластинка Челентано под лейблом Clan Celentano, которая содержала три песни: «Stai lontana da me», «Sei rimasta sola» и «Amami e baciami», а в 1965 году компания выпустила первый альбом певца Non mi dir.
Clan Celentano кроме выпуска пластинок Челентано и его друзей — занималась поиском и записью новых имен и молодых талантов. Компания заключила контракты с такими музыкантами и начинающими исполнителями, как Дон Баки, Лоренцо Пилат, Натале Массара, Уголино, Кэтти Лайн и другими. Также в 1965 году Челентано организовал конкурс «Новые голоса», в котором победил начинающий певец Аль Бано, в итоге его приняли в студию.
Все участники студии, появлялись в ней в разное время, получали своеобразное «зеленый свет» на телевидение или рынок продажи пластинок только благодаря тому, что они сотрудничали с Clan Celentano. В связи с тем, что практически никого из друзей певца по музыкальному цеху не хотели видеть на телевидении без него, только его участие обеспечивало им некоторый успех — Челентано, не имея времени на заботу о других участниках лейбла, в 1968 году пересмотрел условия работы студии. Начиная с 1968 года, Челентано постепенно изменил состав Clan Celentano — оставил только родственников и музыкантов, необходимых в производстве его собственных пластинок. И если расставание со многими артистами и музыкантами прошло мирным путём, то, например, разрыв контракта с Доном Баки закончился затяжным судебным процессом. С годами компания стала выпускать альбомы исключительно Челентано, его жены Клаудии Мори и старшей дочери — Розиты. На сегодняшний день в компанию входят издательство, концертное агентство, студия видео- и аудиозаписи, там работает более 150 человек.
В 1961—1972 годах администратором студии был старший брат певца Алессандро Челентано, в 1972—1976 годах — Коррадо Пинтус (дядя Клаудии Мори), затем бразды правления вновь перешло к брату Адриано, а с 1991 года руководителем Clan Celentano стала жена певца. Дистрибьюторами лейбла в разные годы были: Ri-Fi (до 1968), Messaggerie Musicali (1969—1973), CGD (1975—1995), RTI Music (1996—1999), Sony BMG (1995—2009) и Universal Music (с 2010).